# Joannes Paredis
Joannes Augustinus Paredis (Bree, 28 augustus 1795 - Roermond, 18 juni 1886) was een Nederlands geestelijke en een bisschop van de Rooms-Katholieke Kerk.

## Kerkelijke loopbaan
Joannes Paredis werd priester gewijd te Luik op 7 april 1821. Hij werd kapelaan te Roermond (parochie St. Christoffel). In 1827 was hij in Roermond rector. In 1828 werd hij benoemd tot pastoor van Herkenbosch, gevolgd door de benoeming tot deken van Roermond in 1830. Hij bleef deken tot 1842.
Op 2 juni 1840 werd Paredis benoemd tot apostolisch vicaris van Limburg en tot bisschop van Hirene i.p.i. Na het herstel van de bisschoppelijke hiërarchie werd hij op 4 maart 1853 bisschop van Roermond. Zijn wapenspreuk was: Auspice Deo (Onder Gods toezicht). Pas kort voor zijn dood op hoge leeftijd kreeg Paredis een coadjutor naast zich in de persoon van Franciscus Boermans die hem ook zou opvolgen.
In Maastricht vond bisschop Paredis een tegenstander in pastoor-deken P.A. van Baer (1788-1855) van de Sint-Servaaskerk, die Paredis beschouwde als een onderkruiper. Paredis dwong de Maastrichtse franciscanen na hun terugkeer af te zien van hun claims op het genadebeeld van de Sterre der Zee.
Bisschop Paredis werd als eerste bijgezet in de door Pierre Cuypers ontworpen bisschoppelijke grafkapel op de Begraafplaats Nabij de Kapel in 't Zand in Roermond.

## Nalatenschap
In verscheidene Nederlands-Limburgse gemeenten en in zijn geboorteplaats Bree zijn straten naar de bisschop vernoemd.
De Paredis Stichting is een te Limbricht gevestigde stichting van openbaar nut, die gelden inzamelt ter ondersteuning van de priester- en diakenopleiding van het bisdom Roermond in het Grootseminarie Rolduc.

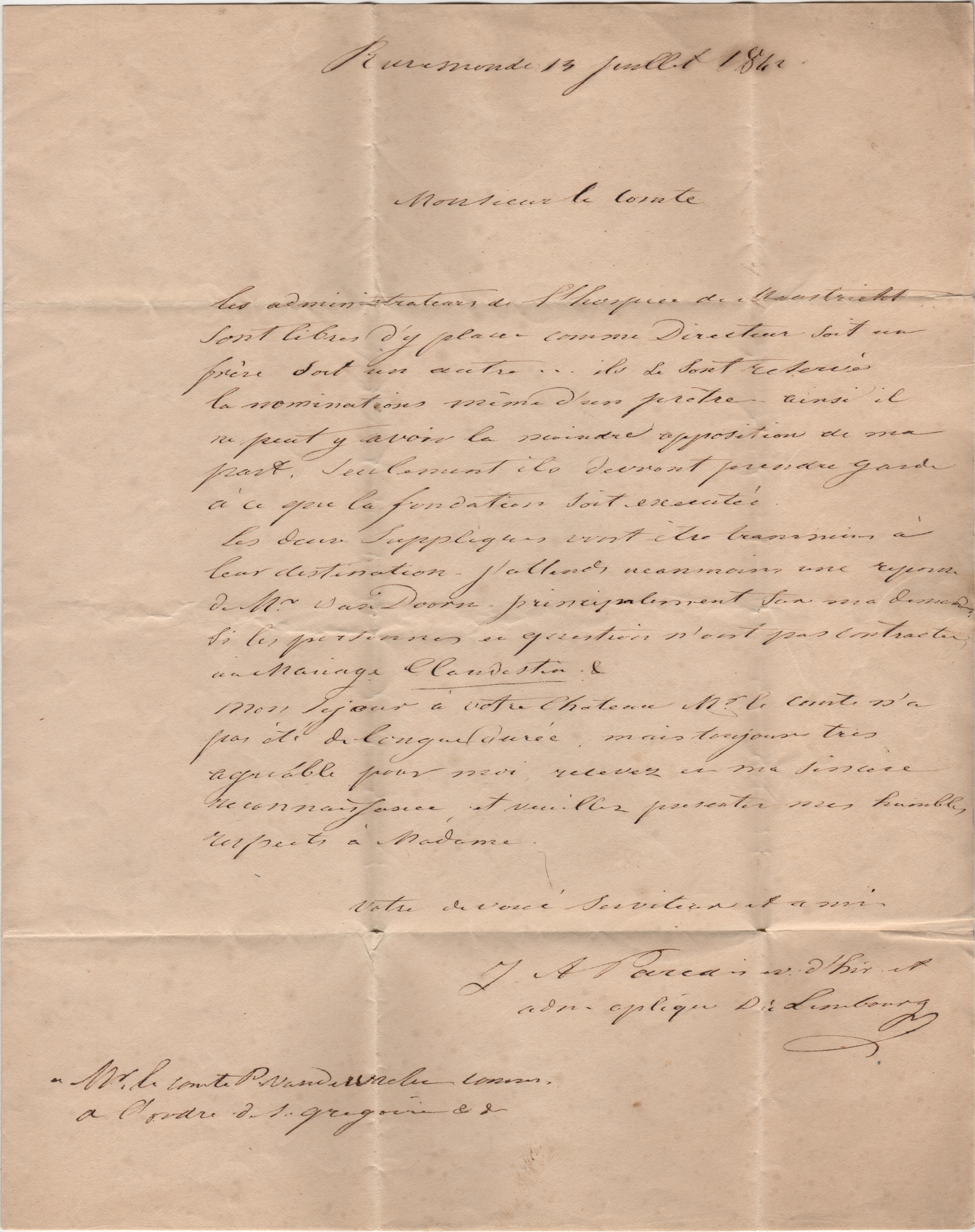
Brief van Paredis aan de pauselijk graaf Paul van der Vrecken, 1842
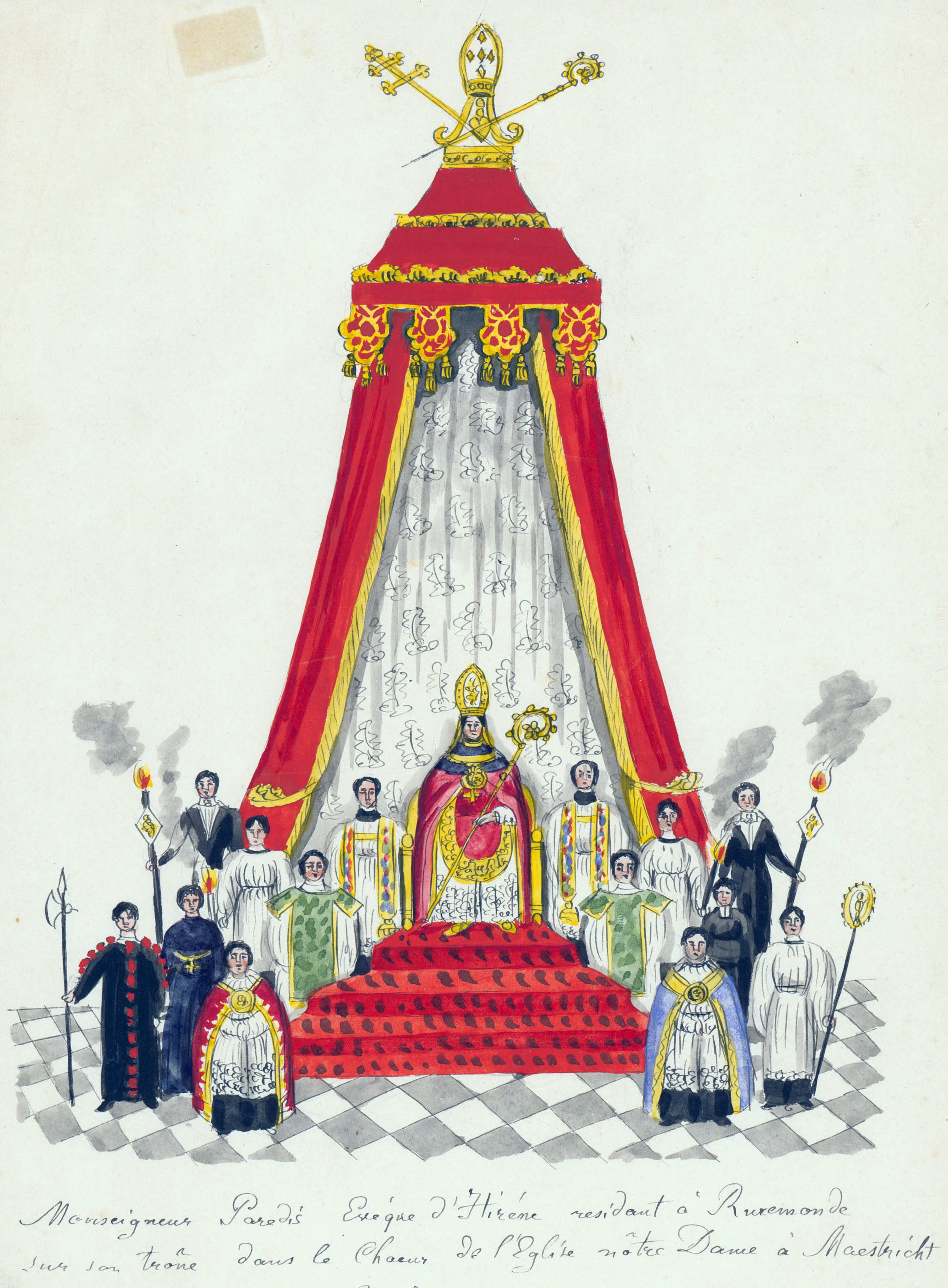
Paredis als titulair bisschop tronend in de Maastrichtse Onze-Lieve-Vrouwekerk, 1847
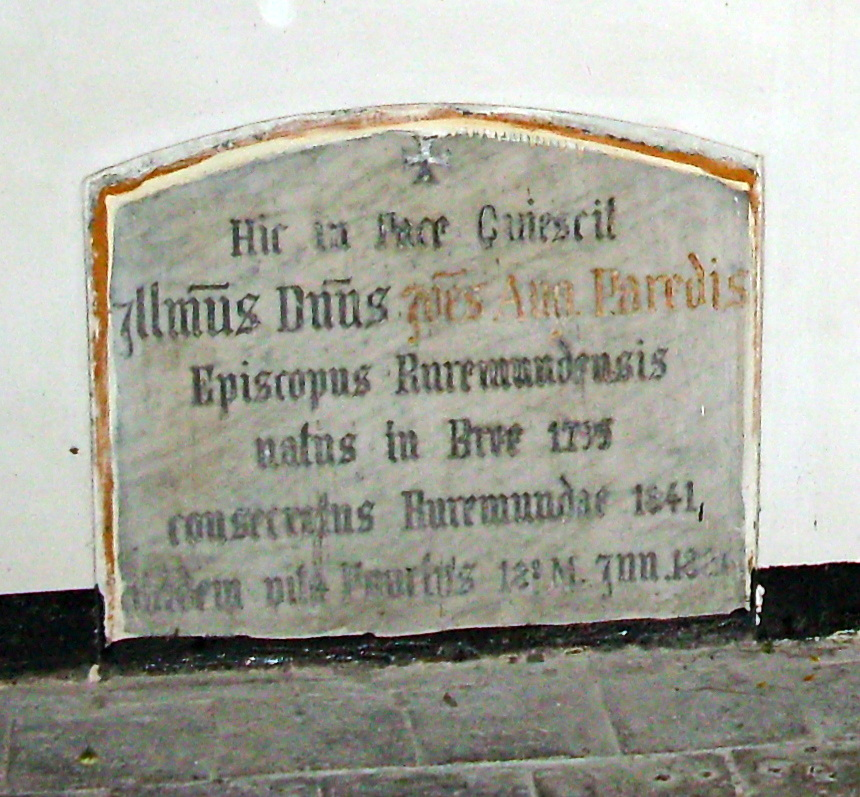
Grafsteen in de bisschoppelijke grafkapel in Roermond

- Biografisch Portaal: 47372078
- Gemeinsame Normdatei: 137373821
- International Standard Name Identifier: 0000 0000 5861 8576
- Nederlandse Thesaurus van Auteursnamen: 070889937
- Virtual International Authority File: 81573250
- WorldCat: E39PBJqBkpqbrBqX3t9PCpWFKd